# Sergei Jurjewitsch Rodionow

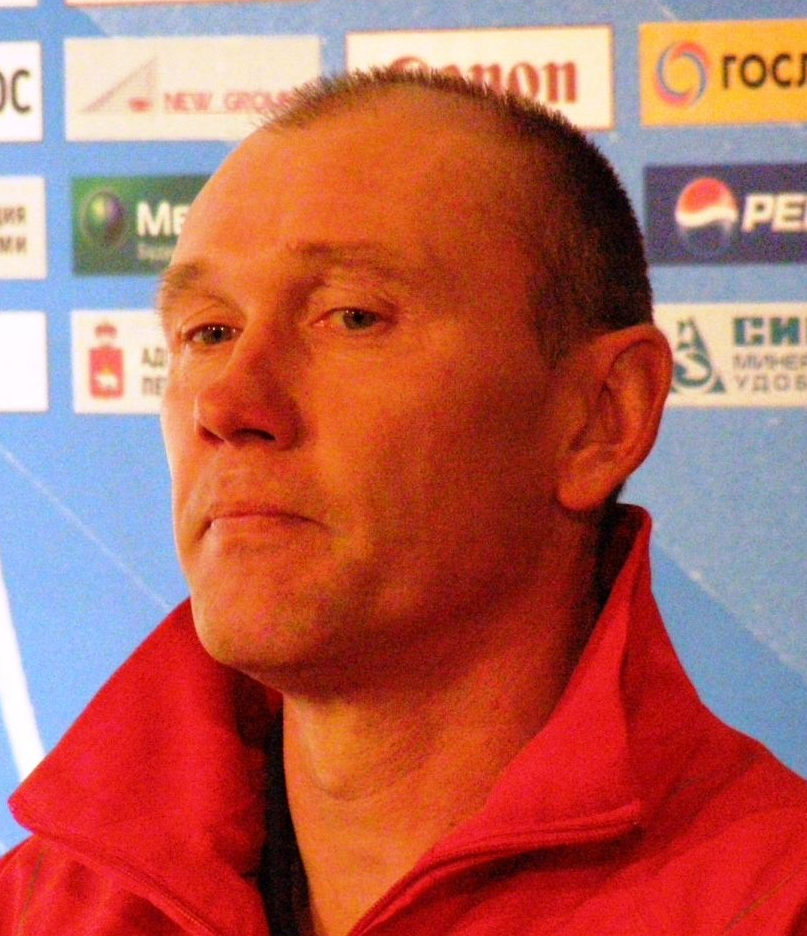
Sergei Rodionow (2009)

Sergei Jurjewitsch Rodionow (russisch Сергей Юрьевич Родионов; * 3. September 1962 in Moskau) ist ein ehemaliger sowjetischer Fußballspieler und aktueller Fußballtrainer.
Rodionow verbrachte beinahe seine gesamte aktive Laufbahn als Fußballspieler bei Spartak Moskau. Bereits mit 14 Jahren trat er in die Fußballschule dieses Vereins ein und zwischen 1979 und 1990 stand der torgefährliche Stürmer in der ersten Mannschaft dieses Teams. In den Jahren 1979, 1987 und 1989 wurde er mit Spartak sowjetischer Meister. Insgesamt kam er zu 279 Einsätzen in der höchsten sowjetischen Spielklasse, in denen er 119 Tore erzielte. In der Saison  1989 wurde Rodionow auch Torschützenkönig der sowjetischen Wysschaja Liga.
Für die Sowjetische Nationalmannschaft spielte Rodionow zwischen 1980 und 1990 insgesamt 37-mal und erzielte acht Tore. Im Jahr 1982 nahm er an der WM in Spanien und im Jahr 1986 an der  WM in Mexiko teil.
Im Jahr 1990 wechselte Rodionow zu Red Star Paris nach Frankreich; für diesen Verein bestritt er während drei Spielzeiten 57 Spiele und erzielte 9 Tore. 1993 kehrte er nach Russland zu Spartak Moskau zurück. In der Saison 1994 wurde er mit Spartak russischer Meister und Pokalsieger. Im Jahr 1995 beendete er seine aktive Laufbahn.
Seit dem Jahr 1996 ist Sergei Rodionow in verschiedenen Funktionen im Trainerstab von Spartak Moskau tätig. 